# Фитцпатрик, Чарльз
Сэр Чарльз Фитцпатрик (англ. Charles Fitzpatrick; 19 декабря 1851, Квебек, Канада — 17 июня 1942, там же) — канадский юрист и государственный деятель, Главный судья Верховного суда Канады (1906—1918).

## Биография
Родился в семье торговца лесоматериалами Джона Фитцпатрика и Мэри Коннолли. 
Учился в колледже Сент-Анн-де-ла-Покатьер и Семинарии Квебека. В 1873 г. окончил Университет Лаваля с присуждением степени бакалавра искусств, в 1876 г. ему была присуждена степень бакалавра права; в годы учебы за свои достижения был отмечен серебряной медалью Дафферина. В 1876 г. был принят в адвокатскую коллегию Квебека, начав собственную юридическую практику, а затем основал юридическую фирму Fitzpatrick & Taschereau.
20 мая 1879 г. он женился на Мари-Элмайр-Коринн Карон, дочери Рене-Эдуара Карона, второго лейтенанта-губернатора Квебека. 
В 1885 г. он был главным адвокатом на процессе Луи Риэля, который предстал перед судом за руководство восстанием на Северо-Западе. Риэль был признан виновным и приговорен к смертной казни. В 1892 г. защищал привлеченного к суду и впоследствии оправданного бывшего премьер-министра Квебека Оноре Мерсье. 
В 1890 г. начал политическую карьеру, победив на выборах в Законодательное собрание Квебека в избирательном округе Квебек-Конте от Либеральной партии Квебека. Он был переизбран в 1892 году, но ушел в отставку в июне 1896 г. после победы на выборах в Палату общин Канады от Либеральной партии.
В феврале 1902 г. был назначен членом Тайного совета Канады. 
В 1896—1902 гг. — Генеральный солиситор, а в 1902 по 1906 гг. — министр юстиции Канады. В 1905 г. принимал участие в качестве представителя федерального правительства в переговорах, которые привели к созданию провинций Альберта и Саскачеван. 
В 1906—1918 гг. — Главный судья Верховного суда Канады. Был единственным на этом посту за исключением сэра Уильяма Бьюэлла Ричардса, кто не служил сначала в должности младшего судьи Верховного суда и единственным, кто был назначен на эту должность без какого-либо предшествующего судебного опыта. В 1908 г. одновременно был назначен представителем в Арбитражном суде в Гааге.
В 1918—1923 гг. — Лейтенант-губернатор Квебека. В этот период его племянник Луи-Александр Ташро занимал должность премьер-министра Квебека.
В 1907 г. королем Георгом V был посвящен в рыцари.
Занимался преподавательской деятельностью в Университете Лаваля: доцент (1905), профессор уголовного права с 1906 по 1936 г. Под псевдонимом издал монографию «Школы Манитобы: вопрос дня» (1896).

## Награды и звания
Командор ватиканского ордена Святого Григория Великого (1907) и Большого Креста Ордена Святого Михаила и Георгия (1911). 
Ему были присуждены степени почетного доктора юридических наук Университета Лаваля (1902), Оттавского университета (1906), Университета Макгилла, Торонтского университета, Университета Нотр-Дам в Индиане (1911) и Гарвардского и в Бостонского университета (1912).